# Yvette Labrousse
Pour les articles homonymes, voir Labrousse.
Yvonne Blanche Labrousse, principalement connue sous le nom d'Om Habibeh, Begum Aga Khan, née le 15 février 1906 à Sète et morte le 1er juillet 2000 au Cannet, est l'épouse de l'Aga Khan III, après avoir été Miss France 1930. 
Elle est la 6e Miss France.

## Biographie

### Famille, jeunesse, élection Miss France
Elle est la fille d'Adrien Labrousse (1874-1969), chauffeur de tramway, et de Marie Bouet, couturière d'origine lyonnaise. Elle habite à Oullins (Rhône), rue de la Gare.[réf. nécessaire]
Elle est d'abord élue reine de Lyon puis première dauphine de Miss France 1929, perdant le titre à cause de sa taille, 1,83 m.
Après avoir été élue Miss Lyon 1929, puis Miss France 1930, à Paris, elle représente la France à travers le monde. C'est en Égypte qu'elle rencontre son futur époux, Aga Khan III.

### Épouse de l'Aga Khan III
Elle épouse l'Aga Khan III le 9 octobre 1944. Leur nuit de noces a lieu à l'hôtel Old Cataract. Se convertissant à l'islam et prenant le nom de Om Habibeh, elle devient ainsi la bégum des ismaéliens ; elle accomplit un pèlerinage à La Mecque en 1955. 
En reconnaissance des services rendus, son époux, honoré chaque année par ses fidèles de son poids en or, lui donne le titre sacré de Mata Salamat (Mère de Paix). Elle est la troisième en quatorze siècles à porter ce titre.[réf. nécessaire]
Elle est victime d'un vol de bijoux le 3 août 1949, c'est le vol des bijoux de la Bégum : le butin est raflé en deux minutes lors de l'attaque de la Cadillac qui transportait le couple de sa villa Yakymour du Cannet vers l'aéroport de Nice. Ce vol, organisé par le truand Paul Leca, aurait inspiré Les Bijoux de la Castafiore à Hergé, la bégum s'étant exclamée : « Ciel, mes bijoux ! »
Son époux meurt le 1er juillet 1957. Conformément à ses souhaits, elle lui élève un mausolée en Égypte, car, dit-elle, « il avait l'habitude de dire que l'Égypte est le drapeau de l'islam ». Le mausolée de l'imam, désormais fermé au public, devient l'un des monuments les plus visités d'Assouan. Elle dira : « Si quelqu'un souhaite réciter la Fatiha sur la tombe, on ne peut le lui refuser. » Tous les ans, elle dépose une rose rouge sur le mausolée. « Je pense à lui tout le temps, confie[-t-elle] au journaliste Youssef El-Deeb ; il ne me quitte jamais ; il est toujours avec moi. Il vit en moi. Cela fait trente-cinq ans qu'il est mort, et je suis heureuse qu'il m'ait donné la possibilité de construire ce mausolée. J'en suis très fière. » 
Elle meurt le 1er juillet 2000 à l'âge de 94 ans.

## Sources
- Bernard Gervaise, « Les gaités de la semaine », Le quotidien de Montmartre,‎ 12 janvier 1930 (lire en ligne).